# エウジェニオ・ベルトラミ
エウジェニオ・ベルトラミ（伊: Eugenio Beltrami、1835年11月16日 – 1900年2月18日
）は、イタリアの数学者。微分幾何学と数理物理学における活躍で知られる。定曲率、擬球面、n次元単位球面のモデル化によって非ユークリッド幾何学の存在を最初に証明した。このモデルは現在ベルトラミ–クラインモデルと呼ばれる。また、行列における特異値分解を発展させた。 ベルトラミによって行われた数理物理学に対して間接的に微分法を用いる手法は、グレゴリオ・リッチ＝クルバストロやトゥーリオ・レヴィ＝チヴィタのテンソル解析の発展に影響を与えた。

## 経歴
1835年、当時オーストリア帝国の一部であったロンバルディアのクレモナに生まれた。両親は芸術家ジョヴァンニ・ベルトラミ（Giovanni Beltrami）とベネチア人エリザ・ バロッツィ（Elisa Barozzi）。1853年よりパヴィア大学で数学の勉強を始めたが、ベルトラミはイタリア統一運動に賛成したためにコレジオ・ギスリエリから追放された。その後、フランチェスコ・ブリオスキの下で学んだ。金銭的に研究を続けることが難しくなったため、翌年から幾年間はロンバルディア–ヴェネツィア鉄道会社の事務として働いた。1862年、 ボローニャ大学の教授に抜擢され、最初の研究論文を執筆した。ベルトラミは、ピサ大学、ローマ大学 、パヴィア大学と、他にも多くの大学で教授職を歴任した。1891年から没するまではローマに定住した。1898年にアッカデーミア・デイ・リンチェイ会長、1899年にイタリア王国上院議員を務めた。

## 非ユークリッド幾何学への貢献
1868年イタリアにて、ベルトラミはボヤイ・ロバチェフスキーの非ユークリッド幾何学の解釈に関する2つの研究論文を発表した（1869年、ジュール・オユエルにより仏語訳された）。 "Essay on an interpretation of non-Euclidean geometry"ではベルトラミは、ボヤイ・ロバチェフスキー幾何学は負の定曲率平面、即ち擬球面上で実現できることを提案した。ベルトラミの考えに沿うと、幾何学における直線は擬球面上の測地線として表され、非ユークリッド幾何学の定理は通常の3次元ユークリッド空間の範囲で証明することが可能で、ボヤイとロバチェフスキーの示した様に、公理から導出されたものではない。 1840年には既にフェルディナンド・ミンディングが測地線幾何学を擬球面上で考え、"三角法の公式"が、通常の三角関数を双曲線関数に置き換える事で、対応する球面三角法の公式より得られることに気づいた。これは1857年にデルフィーノ・コダッチによって更に発展させられたが、2人ともロバチェフスキーの作品との関連に気が付かなかった。このようにして、ベルトラミは2次元非ユークリッド幾何学が3次元ユークリッド幾何学において有効であること、とりわけエウクレイデスの平行線公準が他のユークリッド幾何学の公理から導出されないことを論証しようとした。しばしば、この証明は擬球面の特異点のために不完全である、測地線は無窮に拡張することができないと主張される。しかしジョン・スティルウェルは、ベルトラミが、擬球面はトポロジカルには円柱であって平面ではないことから、この困難が明らかにされることに気づき、それを回避する方法を設計することに論文の一部を費やしたに違いないと考えた。座標をうまく設定することで、ベルトラミは擬球面上のリーマン計量を単位円板上に変換し、擬球面の特異点は非ユークリッド幾何学のホロサイクルに対応することを示した。一方で論文の導入部では、ベルトラミはこの方法によって"ロバチェフスキーの理論の残り"、例えば空間の非ユークリッド幾何学を正当化することは不可能であることを主張した。
同年（1868年）に発表された2つ目の論文"Fundamental theory of spaces of constant curvature"では、ベルトラミはこの論法を続けて使用し、任意次元における双曲幾何学とユークリッド幾何学の無矛盾等価の証明の概要を与えた。彼は非ユークリッド平面のいくつかのモデル（ベルトラミ–クラインモデル、ポワンカレの円板モデル、ポワンカレの上半平面モデル）によってこれを解決した。上半平面モデルにおいてベルトラミはジョゼフ・リウヴィルによるガスパール・モンジュの微分幾何学の論文のメモを引用した。また、ベルトラミは、n次元ユークリッド幾何学はn+1次元 双曲空間上のホロ球面で実現可能で、ユークリッド幾何学と非ユークリッド幾何学の存在の論理的な関係は対称的であることを示した。ベルトラミはベルンハルト・リーマンから影響を受けており、論文内でもリーマンの画期的な大学教授資格の講義"On the hypotheses on which geometry is based"（1854年;1868年の死後に出版） の影響を認めている。
今日、ベルトラミの"Essay"は非ユークリッド幾何学の発展に重要な影響を与えたとして認識されるが、当時の反応がそれほど熱情的でなかった。ルイージ・クレモナは循環論法であるとみなして異議を唱え、"Essay"の発表を1年遅らせた。その後、フェリックス・クラインは非ユークリッド幾何学の射影円板モデルの構築におけるベルトラミの先行研究を見逃した。これらの反応は一部、リーマンの多様体に関する抽象的なアイデアと似たベルトラミの推論の斬新さが原因であるとも考えられる。オユエルはロバチェフスキーとボヤイの作品の仏語版翻訳でベルトラミの証明を出版した。

## 作品

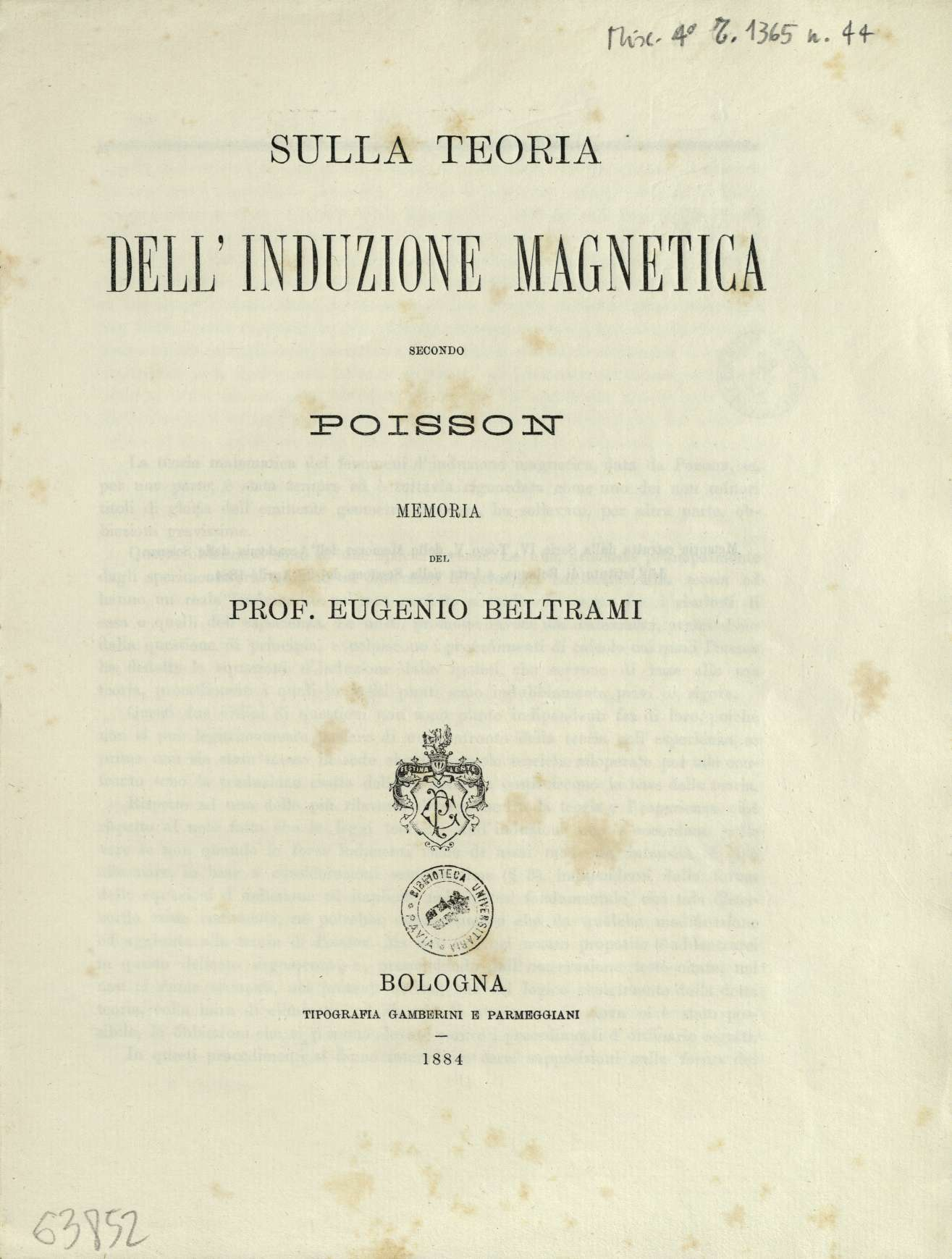
Sulla teoria dell'induzione magnetica secondo Poisson, 1884

- Beltrami, Eugenio (1868). “Saggio di interpretazione della geometria non-euclidea”. Giornale di Matematiche 6:  284–312.
- Beltrami, Eugenio (1868). “Teoria fondamentale degli spazii di curvatura costante”. Annali di Matematica Pura ed Applicata 2:  232–255. doi:10.1007/BF02419615.
- (イタリア語) Sulla teoria dell'induzione magnetica secondo Poisson. Bologna. (1884)
- Opere matematiche di Eugenio Beltrami  pubblicate per cura della Facoltà di scienze della r. Università di Roma (volumes 1–2) (U. Hoepli, Milano, 1902–1920)[16]
- Same edition, vols. 1–4